# Gnaviyani atoll
Gnyaviyani atoll är en administrativ atoll i Maldiverna. Den ligger i den södra delen av landet, 495 km söder om huvudstaden Malé. Antalet invånare vid folkräkningen 2014 var 8 510. Den består av en enda ö, Fuvahmulah.